# Nissan Bevel
O  Bevel  é um protótipo de utilitário esportivo apresentado pela Nissan no 2007 North American International Auto Show de 2007.